# Contea di Cole
La contea di Cole, in inglese Cole County, è una contea dello Stato del Missouri, negli Stati Uniti. La popolazione al censimento del 2000 era di 71 397 abitanti. Il capoluogo di contea è Jefferson City.